# Корсаков Петро Олександрович
Петро Олександрович Корсаков (рос. Пётр Александрович Корсаков; 17 [28] серпня 1790, с. Буриги, Псковське намісництво — 11 [23] квітня 1844, Санкт-Петербург) — російський журналіст, письменник, драматург, перекладач і цензор.

## Біографія
З родовитих дворян. Рідні брати Петра Корсакова пов'язані в історії культури з Пушкіним; Микола Олександрович Корсаков — однокласник Олександра Пушкіна по Царськосільському ліцею, який рано помер в Італії і якому Пушкін присвятив кілька рядків у «19 жовтня 1825 р.», Михайло Олександрович Дондуков-Корсаков — віцепрезидент Академії наук, герой пушкінської епіграми «В Академії наук // засідає князь Дундук».
Корсаков здобув домашню освіту. Служив у департаменті Міністерства фінансів (з 1803). 1804 року, пристрасно мріючи про морську службу і подорожі, заручившись сприянням свого дядька М. П. Рєзанова, начальника навколосвітньої експедиції, що споряджалася, Корсаков витримав іспит на гардемарина і був готовий до відплиття; проте скорився волі батька, який не наважився відпустити сина в небезпечну подорож. Ця пристрасть спонукала Корсакова на перший літературний твір — компілятивну працю «Зібрання подорожей, зроблених агентами Лондонського товариства африканських відкриттів у внутрішність цієї частини світу» (1807), опис географічних відкриттів, витягнутий з англійських джерел.
Перебував (1807-1810) при російській місії в наполеонівському Королівстві Голландія, бувши відрядженим до неї для прикриття якогось «секретного доручення» (у чому воно полягало, невідомо). Зробився знавцем нідерландської мови та літератури, одружився з голландкою. У 1817 році видавав два журнали: «Російський пустельник, або Спостерігач вітчизняних звичаїв», потім «Північний спостерігач» (вийшло по 26 номерів кожного). З 1835 року був цензором, і в цьому званні, за свідченням В. П. Бурнашева, відстоював інтереси авторів, хоча у нього була слабкість прикрашати рукописи своїми вставками. У 1840 році Корсаков почав, разом із С. А. Бурачком, видання журналу «Маяк», що мав реакційну репутацію. У «Маяк» Корсаков поміщав величезну кількість перекладних і оригінальних віршів, епіграми (під псевдонімом Коломенский старожил), оповідання та історико-літературні статті.
Корсаков відіграв велику роль в ознайомленні російського читача з нідерландською класикою, перекладав і коментував Й. Вондела, Я. Катта. Вондела, Я. Катса та інших нідерландських поетів і драматургів. Переклади Корсакова зустрічали схвальні відгуки російських критиків різних напрямків.

## Твори
- «Зібрання подорожей, здійснених агентами Лондонського товариства африканських відкриттів у внутрішність цієї частини світу: Ледіярда, Лукаса, Гугтона, Мунго-Парка і Горнемана» (рос. «Собрание путешествий, предпринятых агентами Лондонского общества африканских открытий во внутренность сей части света: Ледиярда, Лукаса, Гугтона, Мунго-Парка и Горнемана»; 1807);
- «Храм слави істинних героїв» (рос. «Храм славы истинных героев»; Санкт-Петербург, 1813);
- Вірші до балету «Торжество Росії» (рос. «Торжество России») Вальберха та Огюста (1814);
- «Маккавеї» (рос. «Маккавеи»; 1815), трагедія у віршах;
- «Нарис голландської літератури» (рос. «Очерк голландской литературы»; 1838);
- «Яків Катс, поет» (рос. «Иаков Катс, поэт»; 1839);
- «Пригоди бідного сироти» (рос. «Приключения бедного сироты»; 1839), роман;
- «Креолка і європеєць» (рос. «Креолка и европеец»; 1839), роман;
- «Досвід нідерландської антології» (рос. «Опыт нидерландской антологии»; 1844).

## Переклади
Петро Корсаков переклав «Робінзон Крузо» Данієля Дефо (1842-1844), лібрето опери «Жоконд, або Шукачі пригод» (французький текст Ш.-Г. Етьєнна).

## Сім'я
Дочка — Лідія Петрівна Корсакова — російська письменниця 1830-х і 1840-х років. Співпрацювала в «Енциклопедичному лексиконі» Плюшара (1835-1841) і вміщувала свої вірші в «Літературних додатках до “Російського інваліда”» (1837-1839), «Маяку» (1840) та інших виданнях.